# QF 6 pounder Hotchkiss
Ordnance QF Hotchkiss 6 pounder gun (česky rychlopalný šestiliberní kanón Hotchkiss) byl původně francouzský lehký 57milimetrový (2.24 in) kanón, který sloužil v mnoha zemích jako námořní dělo na lodích a koncem 19. století též jako dělo pobřežní ochrany. Zkonstruovala jej francouzská zbrojovka Société Anonyme des Anciens Etablissements Hotchkiss et Cie. Jeho upravená verze byla za 1. světové války použita coby tankový kanón pro první britské tanky Mark I, Mark II a Mark III), ve zkrácené verzi jako QF 6-pounder 6 cwt Hotchkiss pak i pro tanky Mark IV, Mark V a Mark VIII.

## Uživatelé

### Velká Británie
Ve Spojeném království vyráběla kanón Hotchkiss s délkou hlavně 40 ráží v licenci zbrojovka Elswick jako Ordnance QF Hotchkiss 6 pounder gun Mk I a Mk II nebo QF 6 pounder 8 cwt.

#### Námořnictvo
Šestiliberní kanóny Hotchkiss sloužily původně jako zbraň proti novým (parním) torpédovým člunům, které se objevily koncem 70. let 19. století. Původní model Mk I z roku 1885 postrádal systém zpětného pohybu hlavně při výstřelu (tzv. zákluz), ten se objevil až u Mk II z roku 1890.
Za 1. světové války potřebovalo Královské námořnictvo značné množství děl, a proto spatřil světlo světa kanón s jedinou hlavní, označovaný jako "6 pdr Single Tube" (šestiliberní jednohlavňový), jehož výroba byla podstatně jednodušší. Zpočátku se s ním mohlo střílet pouze speciálním střelivem se sníženou náloží, ale od roku 1917, kdy došlo k vylepšení hlavně pomocí vsunuté košile A (tenkostěnné duše) a vznikl model Mk I+++, mohly kanóny střílet standardní šestiliberní municí.
Po válce byl již kanón pro použití v boji zastaralý, avšak dál se používal jako nízkokaliberní dělo ke cvičným účelům a při slavnostních salvách. V roce 1939 existovalo z 3984 vyrobených kusů ještě 1640. S počátkem 2. světové války se zbývající kanóny rychle navrátily do služby jako obranná zbraň proti ponorkám a rychlým torpédovým člunům a jako součást pobřežní ochrany. Novější bezzákluzové modely Mk VI, Mk VI* a Mk VI** sloužily jako výzbroj prvních modelů motorových torpédových člunů Fairmile D., stíhačů ponorek Fairmile A a B a korvet třídy Flower.

#### Tankový kanón

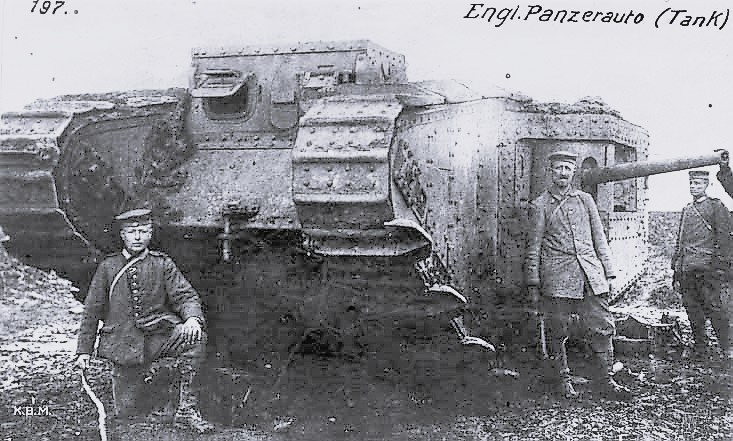
Němečtí vojáci s ukořistěným tankem Mark II. Dlouhá hlaveň kanónu vyčnívá ze sponsonu na levém boku tanku (na snímku vpravo).

Kanón byl hlavní zbraní prvních tanků Mark I – Mark III v mužské (Male) verzi. (tzv. ženská /Female/ verze byla vybavena pouze kulomety). Britská armáda byla v roce 1916 bez jakékoli předchozí zkušenosti s bojovými tanky postavena před úkol rychle vybavit novou zbraň. Jako nejvhodnější se jevilo již existující šestiliberní námořní dělo Hotchkiss. Bylo dostatečně kompaktní, vešlo se do tankových sponsonů a mělo dostatečný dostřel. Každý tank byl vybaven po jednom dělu v každém sponsonu (tedy dvěma děly), jež mohla střílet dopředu a do stran. V praxi se však kanón ukázal jako příliš dlouhý, hlaveň se mohla při jízdě zarýt do země nebo se zarazit o jiné překážky. Proto byly tanky od verze Mark IV vybaveny kanónem se zkrácenou hlavní QF 6 pounder Hotchkiss 6 cwt.

#### Protiletadlový kanón
Počátkem války postrádala Británie vhodné protiletadlové dělostřelectvo, a proto bylo 72 šestiliberních kanónů upraveno pro lafetaci zajišťující velký náměr hlavně.

### USA

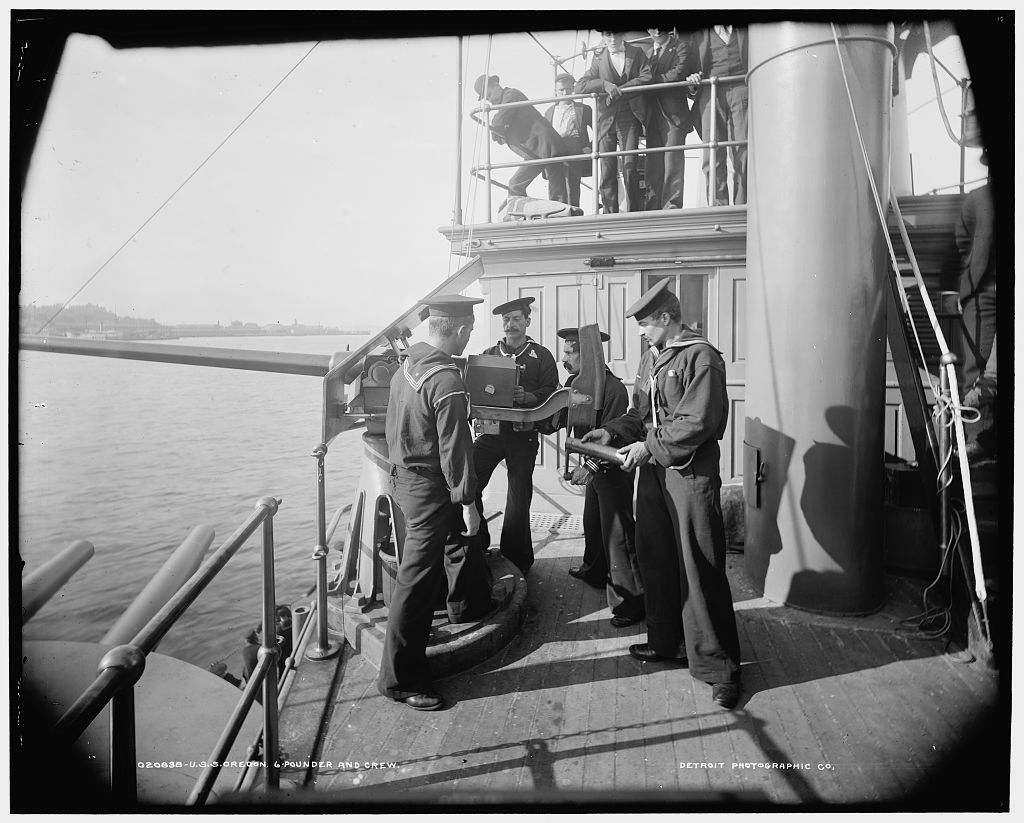
Posádka predreadnoughtu USS Oregon amerického námořnictva u kanónu Hotchkiss, kolem 1896-1901

Šestiliberní kanón Hotchkiss používalo americké námořnictvo současně se šestiliberním kanónem Driggs-Schroeder. Od roku 1910 však začaly být oba typy nahrazovány 76mm děly s délkou hlavně 50 ráží, tzv. 3″/50 caliber gun.
Armáda Spojených států rovněž zavedla šestiliberní kanón Hotchkiss do své výzbroje. V dobových odkazech bývá označován jako "2.24-inch gun". Jako hlavní obránce pobřežního opevnění a přístavů potřebovala armáda k vybavení svých pobřežních baterií lehčí děla, neboť v 90. létech 19. století se vážně počítalo s možností pozemních útoků pěchoty. 

### Carské Rusko

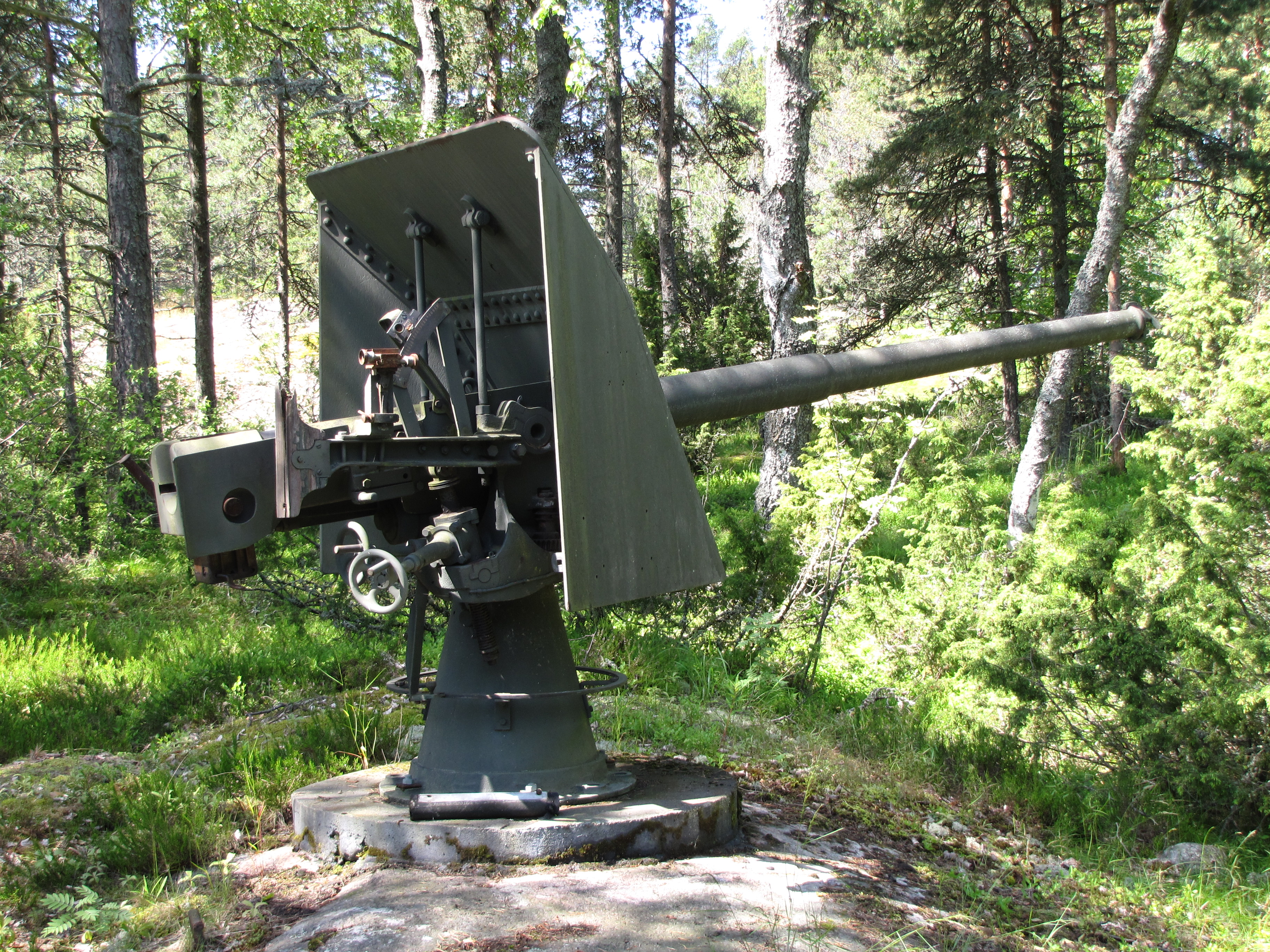
Ruská verze kanónu Hotchkiss s délkou hlavně 58 ráží na finském ostrově Kuivasaari

Carské námořnictvo testovalo od roku 1904 verze 57mm děl s délkou hlavně 40, 50 a 58 ráží, avšak později je převedlo armádě.

### Japonsko
Námořní 57milimetrové dělo Hotchkiss tvořilo standardní sekundární či terciární výzbroj většiny japonských torpédoborců postavených v letech 1890–1920 a sloužilo ještě v časech války v Tichomoří.

### Kanada
Tyto šestiliberní kanóny sloužily v období 2. světové války u jednotek pobřežního ochrany jako strážní děla.

### Island
Námořní 57milimetrové dělo Hotchkiss používala také Islandská pobřežní stráž a v období let 1920–1990 sloužilo jako hlavní zbraň na většině jejích hlídkových lodí. Poté bylo zcela nahrazeno automatickými kanóny Bofors 40mm.

### Irsko
Šestiliberní kanón Hotchkiss sloužil jako hlavní zbraň jediného tanku Vickers Medium Mark II, jenž patřil v letech 1929–1940 do výzbroje Irské armády. Když šel tank v roce 1940 do šrotu, kanón byl vymontován a sloužil dál jako protitankové dělo.